# Platypalpus uncinatus
Platypalpus uncinatus är en tvåvingeart som beskrevs av Axel Leonard Melander 1927. Platypalpus uncinatus ingår i släktet Platypalpus och familjen puckeldansflugor. Inga underarter finns listade i Catalogue of Life.